# Alvarnattlöpare
Alvarnattlöpare (Nebria salina) är en skalbaggsart som beskrevs av Leon Fairmaire och Joseph Alexandre Laboulbène 1854. Alvarnattlöpare ingår i släktet Nebria, och familjen jordlöpare. Arten är reproducerande i Sverige.